# UCI-BMX-Freestyle-Weltcup 2018
Beim UCI-BMX-Freestyle-Weltcup 2018 wurden durch die Union Cycliste Internationale die Weltcupsieger im BMX-Freestyle ermittelt.

## Termine
Der BMX-Freestyle-Weltcup wurde im Rahmen der FISE World Series im Auftrag der UCI organisiert. Er wurde 2018 um die Variante Flatland erweitert, die bereits Teil der FISE World Series gewesen war. Im Vergleich zum Vorjahr kam eine zusätzliche Runde in Hiroshima hinzu. Dafür entfiel die ursprünglich für September in Budapest geplante Runde wegen technischer und finanzieller Probleme, so dass es wie im Vorjahr bei vier Veranstaltungen blieb.
- Hiroshima: 6.–8. April
- Montpellier: 9.–13. Mai
- Edmonton: 13.–15. Juli
- Chengdu: 1.–4. November

Die Wettkämpfe gingen über mehrere Tage, der letzte Tag war jeweils dem Finale gewidmet. Der Sieg in einer Runde wurde mit 10.000 Punkten bewertet, die zugleich für die Weltrangliste zählten. Im Anschluss an die letzte Runde fanden ebenfalls in Chengdu die Urban-Cycling-Weltmeisterschaften 2018 statt.

## Park Männer
| # | Datum       | Ort         | Erster         | Zweiter        | Dritter        |
| - | ----------- | ----------- | -------------- | -------------- | -------------- |
| 1 | 8. April    | Hiroshima   | Brandon Loupos | Kenneth Tencio | Daniel Dhers   |
| 2 | 13. Mai     | Montpellier | Nick Bruce     | Logan Martin   | Marin Ranteš   |
| 3 | 15. Juli    | Edmonton    | Logan Martin   | Marin Ranteš   | Dennis Enarson |
| 4 | 4. November | Chengdu     | Jake Wallwork  | Dennis Enarson | Declan Brooks  |

Gesamtwertung
| Platz | Name          | Punkte |
| ----- | ------------- | ------ |
| 1     | Marin Ranteš  | 26.700 |
| 2     | Daniel Dhers  | 26.500 |
| 3     | Nick Bruce    | 24.190 |
| 4     | Justin Dowell | 20.000 |
| 5     | Rimu Nakamura | 19.500 |
| 6     | Logan Martin  | 19.000 |

## Park Frauen
| # | Datum       | Ort         | Erste          | Zweite          | Dritte                |
| - | ----------- | ----------- | -------------- | --------------- | --------------------- |
| 1 | 8. April    | Hiroshima   | Hannah Roberts | Angie Marino    | Lara Lessmann         |
| 2 | 13. Mai     | Montpellier | Minato Oike    | Nikita Ducarroz | Lara Lessmann         |
| 3 | 15. Juli    | Edmonton    | Hannah Roberts | Lara Lessmann   | Charlotte Worthington |
| 4 | 4. November | Chengdu     | Lara Lessmann  | Hannah Roberts  | Nikita Ducarroz       |

Gesamtwertung
| Platz | Name                  | Punkte |
| ----- | --------------------- | ------ |
| 1     | Hannah Roberts        | 36.700 |
| 2     | Lara Lessmann         | 35.400 |
| 3     | Nikita Ducarroz       | 31.100 |
| 4     | Minato Oike           | 30.800 |
| 5     | Angie Marino          | 27.800 |
| 6     | Charlotte Worthington | 23.300 |

## Flatland Männer
| # | Datum       | Ort         | Erster               | Zweiter              | Dritter           |
| - | ----------- | ----------- | -------------------- | -------------------- | ----------------- |
| 1 | 8. April    | Hiroshima   | Matthias Dandois     | Jorge Gómez          | Alexandre Jumelin |
| 2 | 13. Mai     | Montpellier | Matthias Dandois     | Alexandre Jumelin    | Moto Sasaki       |
| 3 | 15. Juli    | Edmonton    | Alexandre Jumelin    | Jean William Prévost | Matthias Dandois  |
| 4 | 4. November | Chengdu     | Jean William Prévost | Moto Sasaki          | Matthias Dandois  |

Gesamtwertung
| Platz | Name                 | Punkte |
| ----- | -------------------- | ------ |
| 1     | Matthias Dandois     | 36.400 |
| 2     | Alexandre Jumelin    | 34.900 |
| 3     | Jean William Prévost | 32.600 |
| 4     | Moto Sasaki          | 30.600 |
| 5     | Jorge Gómez          | 29.600 |
| 6     | Kevin Nikulski       | 18.800 |

## Flatland Frauen
| # | Datum       | Ort         | Erste           | Zweite              | Dritte           |
| - | ----------- | ----------- | --------------- | ------------------- | ---------------- |
| 1 | 8. April    | Hiroshima   | Misaki Katagiri | Eriko Ono           | Eri Funatsu      |
| 2 | 13. Mai     | Montpellier | Misaki Katagiri | Céline Vaes         | Mélissa Froidure |
| 3 | 15. Juli    | Edmonton    | Misaki Katagiri | Erin Fricke         | Eri Funatsu      |
| 4 | 4. November | Chengdu     | Misaki Katagiri | Jekaterina Kruglowa | Eri Funatsu      |

Gesamtwertung
| Platz | Name                | Punkte |
| ----- | ------------------- | ------ |
| 1     | Misaki Katagiri     | 40.000 |
| 2     | Eri Funatsu         | 24.600 |
| 3     | Céline Vaes         | 24.400 |
| 4     | Minato Oike         | 14.900 |
| 5     | Autumn Brown        | 13.900 |
| 6     | Jekaterina Kruglowa | 09.000 |